# Grandes Tuileries de Bourgogne Chagny-Montchanin
Die Société des Grandes Tuileries de Bourgogne Chagny-Montchanin war das Unternehmen der großen Burgunder Ziegeleien von Chagny und Montchanin (Saône-et-Loire).

## Geschichte

### Chagny
Die ersten Ziegeleien in Chagny stammen aus dem Jahr 1713 mit der Ziegelei Robert im Ortsteil La Grangerie. Der ab 1783 schiffbare Canal du Centre hatte als kostengünstiger Transportweg eine große Bedeutung für die Entwicklung der Ziegelei und der Stadt Chagny.

### Montchanin

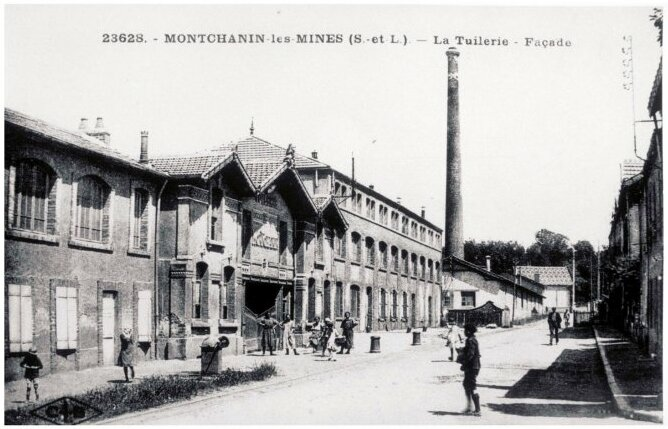
Fassade der Ziegelei in Montchanin-lès-Mines

1854 suchte Charles Avril, der Besitzer der Kohlengruben von Montchanin, nach einem Absatzmarkt für seine Kohle von mittlerer Qualität. Das Vorhandensein von Tonvorkommen veranlasste ihn, in den Jahren 1858/1866 eine industrielle Ziegelei zu gründen. Der schnelle Erfolg des Unternehmens beruhte auf der Erfindung der mechanisch gefertigten Dachziegel, die größer als herkömmliche Biberschwanzziegel waren.

### Übernahme
Die Gebrüder Lambert kauften 1963 die Ziegeleien auf. Sie fokussierten sich auf den Betrieb der Ziegelei in Chagny und legten die Ziegelei in Montchanin 1973 still. Am 6. August 1964 zerstörte ein Feuer, das am Ofen Nr. 3 begonnen hatte, drei Viertel der Anlage in Chagny. 1976 wurde der letzte Schornstein abgerissen. 1990 wurde das Unternehmen zur modernsten Ziegelei Europas, gefolgt vom Bau von Terréal 2 im Jahr 2007.

## Werksbahn in Chagny

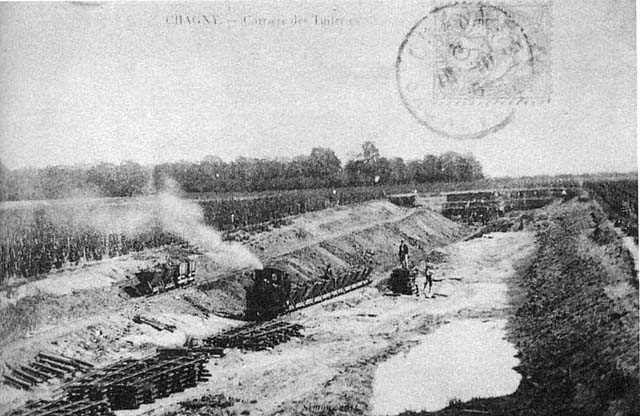
Dampfbetrieb im Steinbruch

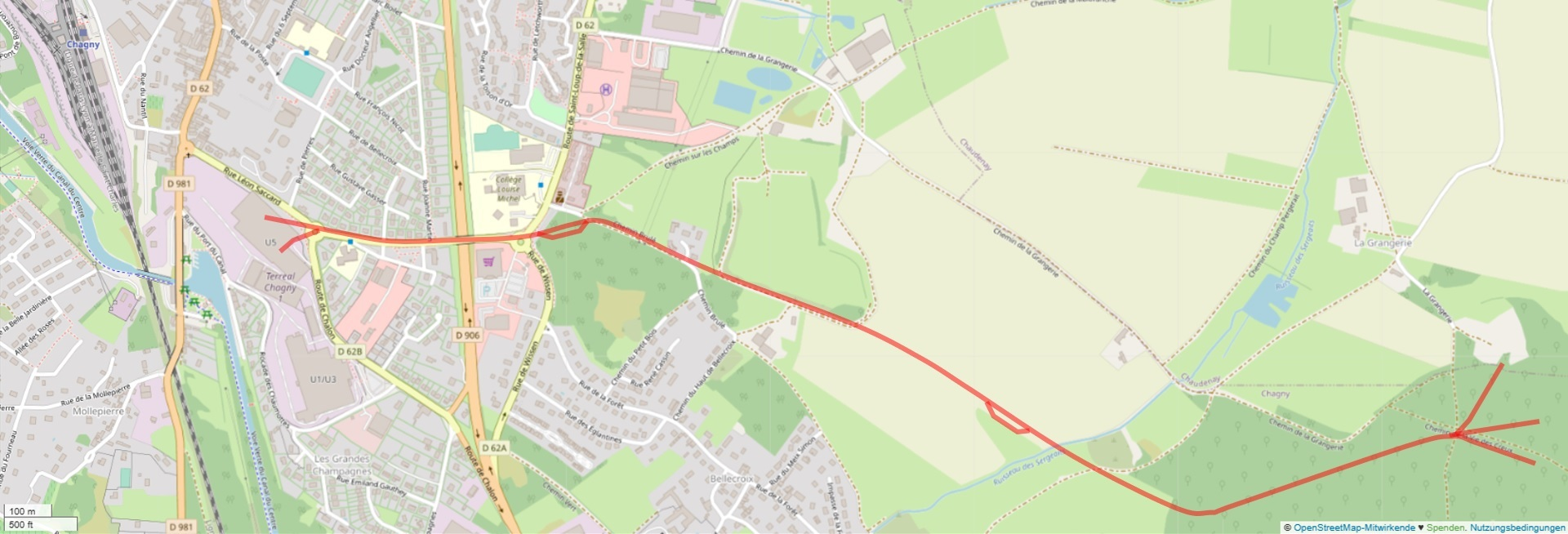
Ehemaliger Streckenverlauf

Die Steinbrüche waren durch eine Decauville-Bahn mit einer Spurweite von 600 mm erschlossen. Die Feldbahn wurde Tacot de la Tieule (Ziegelbähnchen) genannt, da die Bewohner von Chagny den Dachziegel umgangssprachlich la tieule statt la tuile nannten. Die Strecke hatte zwei Ausweichstellen, und die Dampfloks informierten sich gegenseitig mit einem Pfeifsignal, wer dort warten musste. Die Bahn wurde im Juli 1962 stillgelegt.

### Lokomotiven
Eine zweiachsige Weidknecht-Dampflokomotive ist noch auf dem Gelände des Musée Henri Malartre in Rochetaillée-sur-Saône erhalten. Sie ist eine von zwei Feldbahn-Lokomotiven, die 1912 für Lambert Frères gebaut wurden. Später kam sie in einen Steinbruch von Chagny-Montchanin, nicht weit von ihrem heutigen Standort entfernt.
Eine der Henschel-Brigadeloks (Werks-Nr. 14448/1916) ist bei der Chemin de Fer de Vallée de l’Ouche abgestellt, und die bei Krauss-Maffei in München hergestellte Lok Nr. 6999/1916 ist betriebsfähig bei der Chemin de Fer du Haut-Rhône.

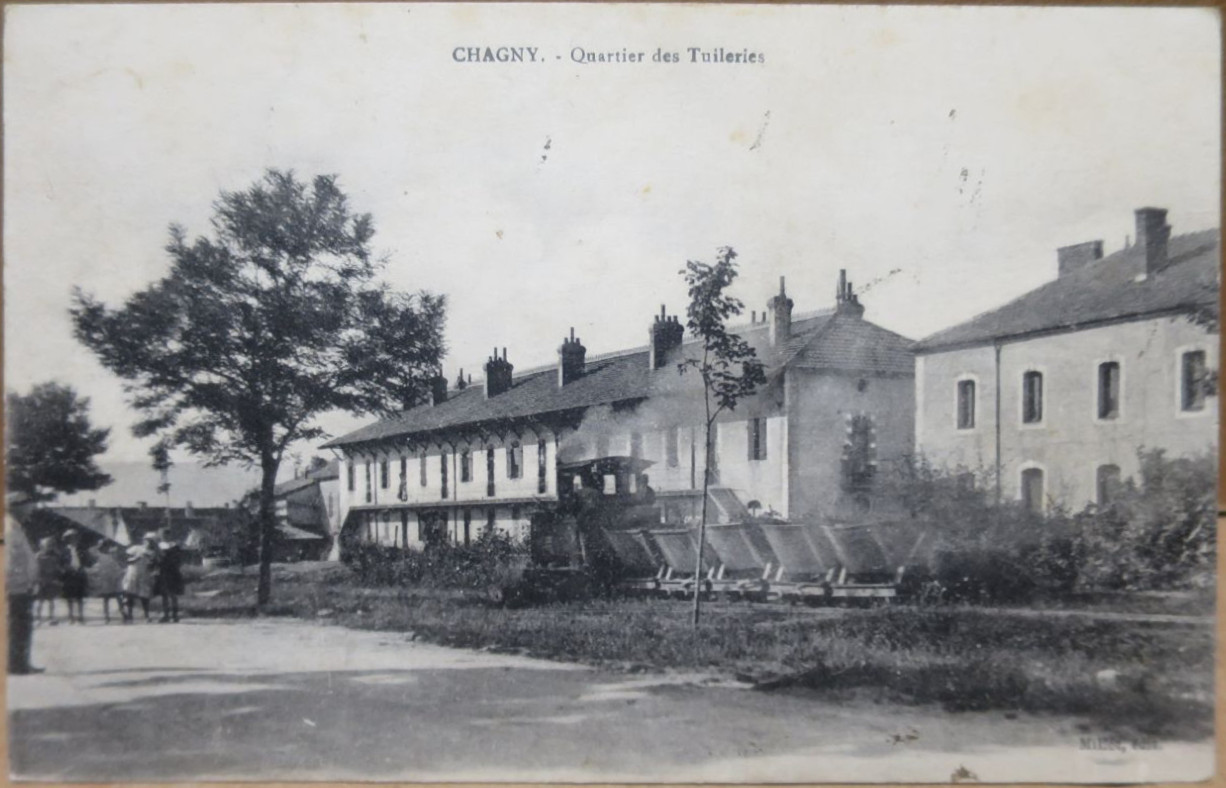
Eine Decauville-Lok bei den Arbeiterhäusern

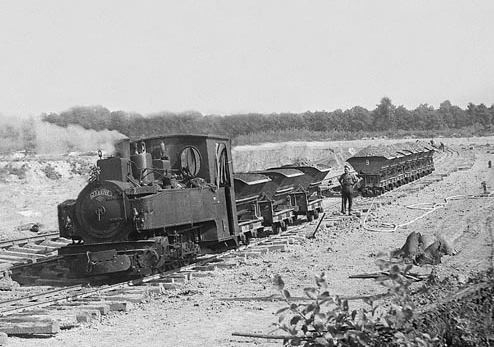
Ehemalige Heeresfeldbahn-Brigadelokomotive

| Bauart    | Hersteller   | Werks-Nr.  | Baujahr      | Lieferant, Vorbesitzer                    |
| --------- | ------------ | ---------- | ------------ | ----------------------------------------- |
| B n2t     | Decauville   | 353        | 1901         | ex Pinette                                |
| B n2t     | Decauville   | 636        | 1912         | ex Tenconi                                |
| B n2t     | Weidknecht   |            |              |                                           |
| D n2t     | O&K          |            |              | Rbt. Joussain & Dhé, ex Heeresfeldbahn    |
| D n2t     | Henschel     | 13442      | 1915         | ex Heeresfeldbahn 384                     |
| D n2t     | Henschel     | 13552      | 1915         | ex Heeresfeldbahn 408                     |
| D n2t     | Henschel     | 14448      | 1916         | ex Heeresfeldbahn 743                     |
| D n2t     | Hohenzollern | 3702       | 1917         | Rbt. Joussain & Govery                    |
|           | Baldwin      |            | 1917         |                                           |
| D n2t     | Krauss       | 6999       | 1916         | ex B&M, Lv 377 (orig. Heeresfeldbahn 867) |
| B n2t     | O&K          | 13324      | 1939         | Neu an A.R. Rottland, Düren               |
| 1'C'1 n2t | Baldwin      | 46261      | 1917         | ex US Army 5006                           |
|           | Baldwin      | wohl 46620 | 1917 o. 1918 | wohl ex US Army 5071                      |

## Übernahmen
Die Gesellschaft ging 1938 in der Grande Tuilerie de Bourgogne in Montchanin-lès-Mines auf. 1963 wurde sie von Lambert Frères absorbiert. 1975 wurden letztere in Lambert Céramiques und 2003 in Terréal umbenannt.
Die Ziegelei ist noch in Betrieb und die Tongruben werden gelegentlich erweitert. Anfang 2022 wurde eine Abwärmerückgewinnungsanlage in Betrieb genommen, um die Ofenabwärme im Dachziegelwerk zurückzugewinnen und als thermische Energie für das Tonbrechwerk zu nutzen, das bisher über einen Erdgasbrenner mit Energie versorgt wurde. Dadurch wird der Erdgasverbrauch für die Trockenvermahlung gesenkt und die Treibhausgasemissionen reduziert.

## Namen

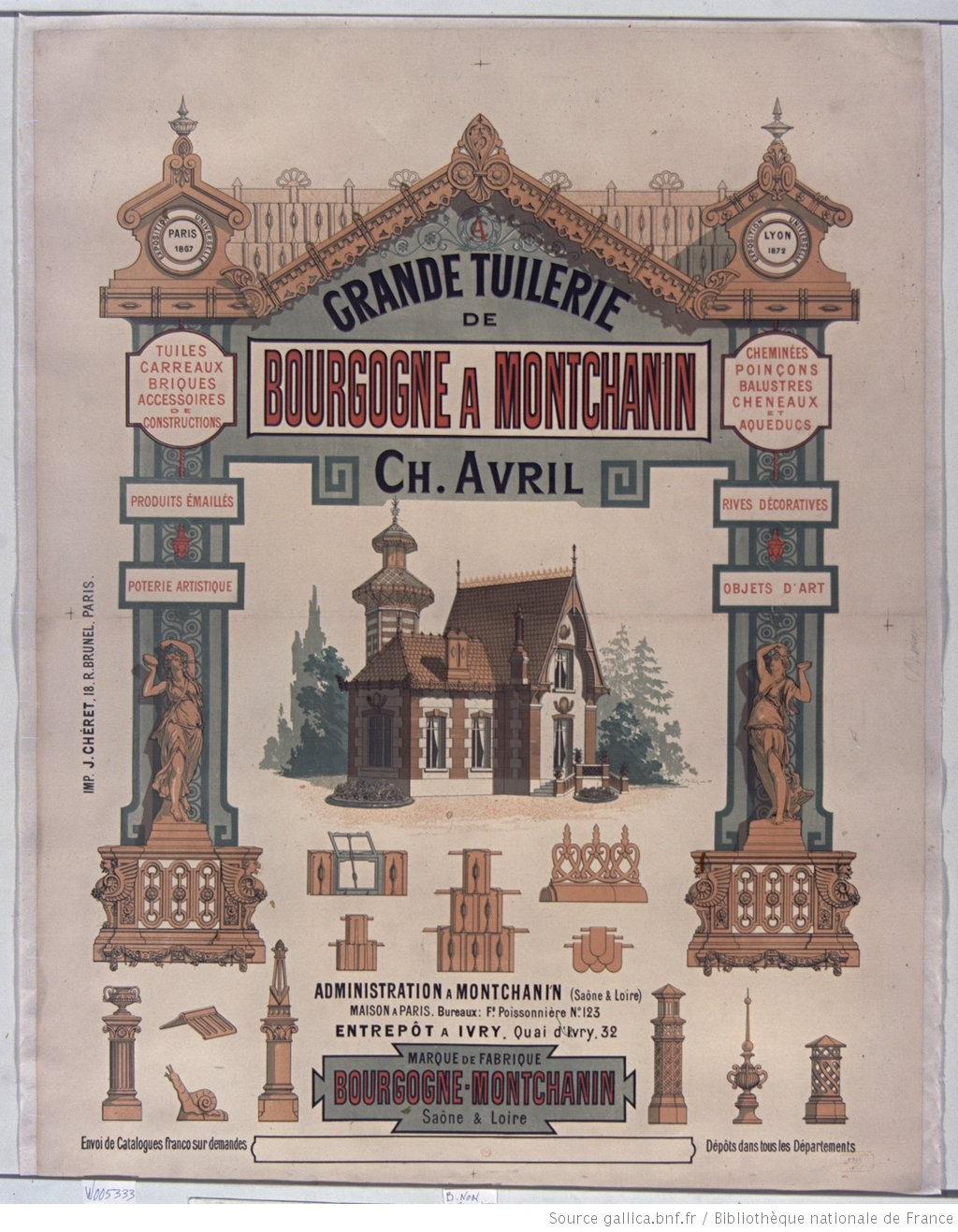
Grande Tuilerie de Bourgogne a Montchanin Charles Avril

Das Unternehmen führte unter anderem folgende Namen:
- Anciens établissements Ch. Avril
- Verreries de Chagny (1861–1881)
- Grande tuilerie de Bourgogne
- Grande tuilerie mécanique et perfectionnée de Bourgogne
- Tuilerie de Montchanin

## Naturschutz
Das 533,95 Hektar große Gebiet der ehemaligen Tongruben ist vor allem wegen seiner Wasserfauna von regionalem Interesse. Im Rahmen der derzeitigen Betriebsmodalitäten des Steinbruchs und der technischen Deponie sind daher die Aufschüttung kleiner Feuchtgebiete sowie die Einleitung von Schadstoffen in diese Lebensräume zu vermeiden. Die Aufrechterhaltung einer extensiven Schafbeweidung am Nordrand des Gebiets ist für den Fortbestand der Gras- und Heideflächen von entscheidender Bedeutung.

## Weblinks

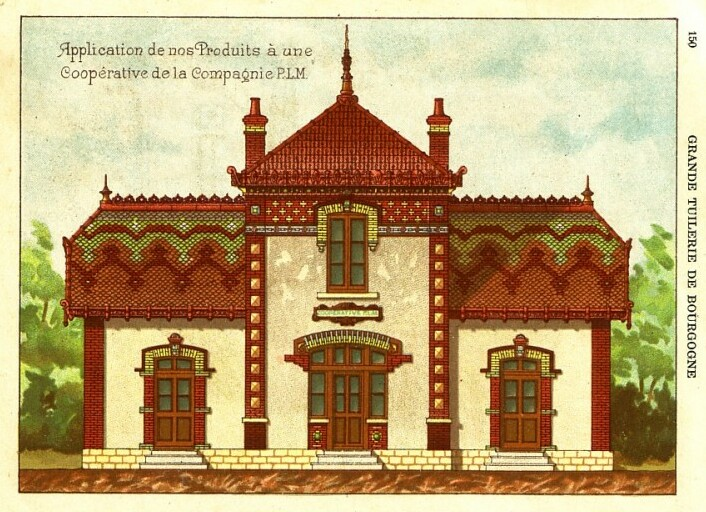
Anwendung von Produkten der Grandes Tuileries de Bourgogne in Montchanin bei der PLM